# Brian Redman
Pour les articles homonymes, voir Redman (homonymie).

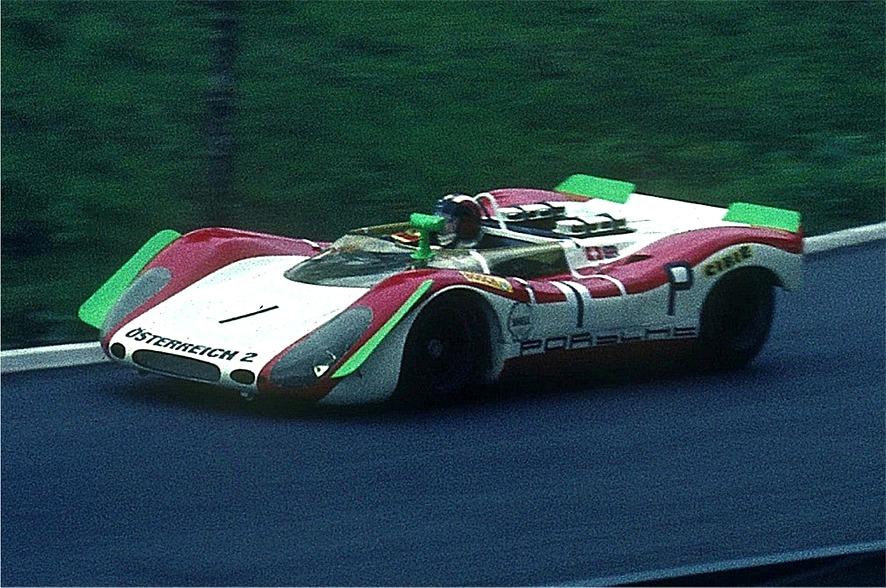
Porsche 908 du tandem victorieux Redman-Siffert au Nurburgring 1969

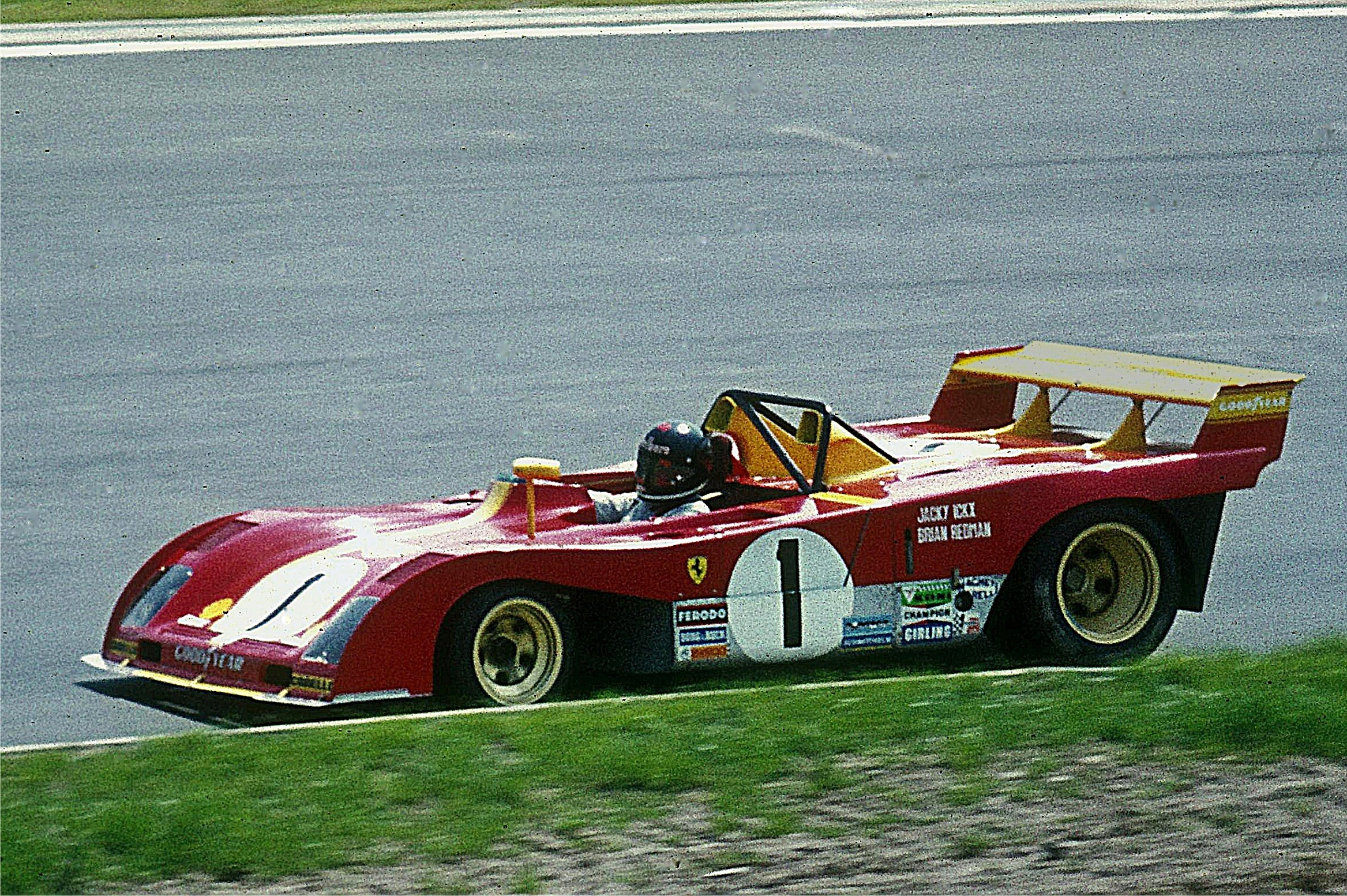
Ferrari 312P du tandem victorieux Ickx-Redman au Nurburgring 1973

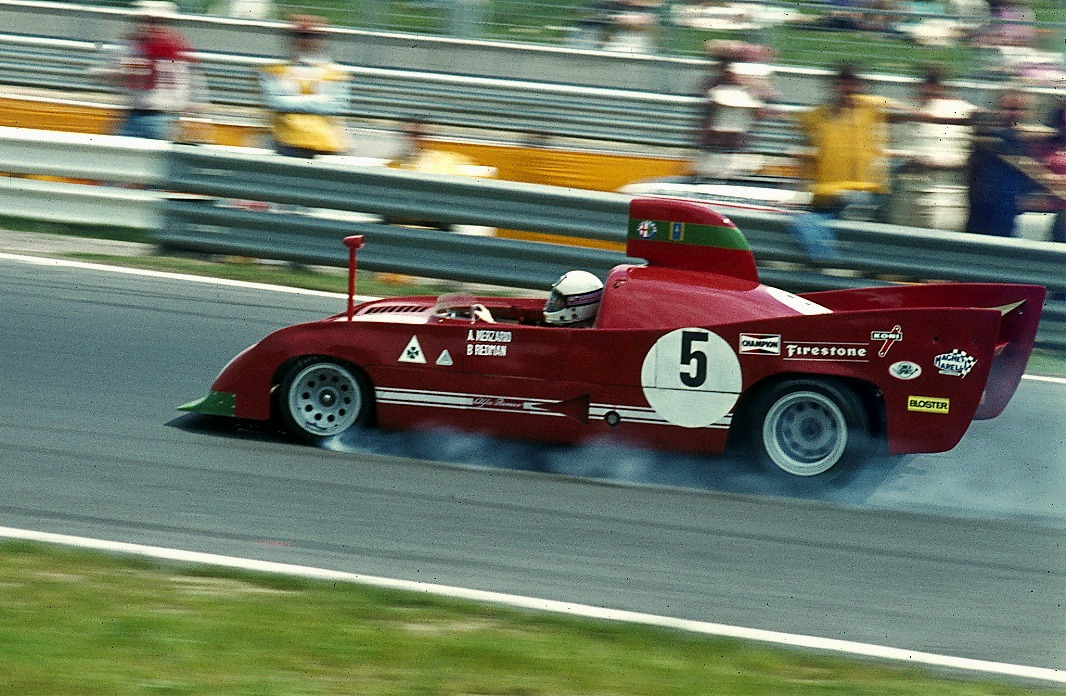
Brian Redman au Nurburgring sur l'Alfa Romeo 33TT12 lors de l'édition 1974 (vainqueur en 1969 et 1973)

Brian Redman est un ancien pilote automobile britannique né à Colne le 9 mars 1937. Redman a disputé 12 Grands prix de Formule 1 entre 1968 et 1974, a inscrit 8 points en championnat du monde et est monté une fois sur le podium. Mais c’est surtout en catégorie Sport-prototypes que Redman s’est forgé un palmarès remarquable en remportant plus d'une vingtaine d'épreuves et obtenant un nombre impressionnant de podiums.

## Biographie
Redman fait ses débuts en course automobile en disputant des épreuves d’envergure locale au volant de machines modestes comme une Morris Mini. Il accède au niveau international en 1965 en courant désormais sur une Jaguar Type E (qui lui permet d'acquérir des victoires dans deux des treize épreuves du championnat anglais pour voitures de sport, à Oulton Park, lieu où il gagnera aussi l'épreuve des 100 milles trois ans plus tard en BSCC) puis sur une Ford GT40, et il termine 4e des 24 heures de Spa-Francorchamps. À partir de 1967, il s’engage à la fois en Sport (victoire nationale à l'Anerley Trophy de Crystal Palace, après avoir gagné le Guards Trophy de Rufforth l'année précédente) et en Formule 2 où il ne réussit qu’à décrocher deux 6e places. Les résultats sont beaucoup plus probants en Sport puisqu’il obtient sa première victoire internationale aux 9 heures du Rand, à Kyalami, en équipe avec Jacky Ickx.
En 1968, il débute en Formule 1 au volant d’une Cooper T181B-Maserati officielle au Grand Prix d’Afrique du Sud. Il se qualifie en 21e position (en dernière ligne) et doit abandonner au quatrième tour à cause d'un problème moteur. Mais, dès la course suivante, en Espagne, à Jarama, Redman dispose de la nouvelle Cooper T86B-BRM qui lui permet de se qualifier en milieu de peloton et surtout de décrocher son premier podium derrière Graham Hill et Denny Hulme. Il cède son baquet à Ludovico Scarfiotti pour l’épreuve de Monaco et le retrouve pour disputer le Grand Prix de Spa où il est victime d’un accident dès le début de la course et se casse le bras : il doit alors mettre un terme à sa saison alors que Cooper l’avait engagé au Grand Prix des Pays-Bas. Parallèlement à ses engagements en Formule 1, Redman poursuit son programme en Sport et remporte deux épreuves majeures, les 500 miles de Brands-Hatch et les 1 000 kilomètres de Spa (Jacky Ickx sur GT40).
Brian Redman est rétabli en 1969 mais ne retrouve pas de volant en Formule 1. Il se consacre pleinement au Sport-Prototypes, désormais chez Porsche (après une première victoire saisonnière à l'Embassy Trophy de Thruxton sur Lola T70 dans le championnat britannique BSCC). La saison est éclatante puisqu’avec son coéquipier Jo Siffert il récolte cinq succès avec la 908 (500 miles de Brands-Hatch, 6 Heures de Watkins Glen, 1 000 kilomètres de Spa, 1 000 kilomètres de Monza, 1 000 kilomètres du Nürburgring). Grâce au tandem Siffert-Redman, Porsche décroche la coupe des constructeurs. Il poursuit avec la firme allemande en 1970 et remporte, au volant de la 917K, les 24 heures de Daytona avec Pedro Rodriguez et Leo Kinnunen, les 1 000 km de Spa (avec Jo Siffert), les 1 000 km de Zeltweg puis, avec la 908 MK3, la Targa Florio. Frank Williams lui propose deux piges en Formule 1 au volant de la de Tomaso 505 mais Redman ne peut prendre part aux essais qualificatifs en Grande-Bretagne à cause d'un souci mécanique sur la monoplace puis échoue en qualifications lors du Grand Prix d’Allemagne.
En 1971, Redman signe un contrat avec Ferrari qui lui propose d’être le coéquipier de Clay Regazzoni au volant de la 312P. Il effectue toutefois une pige pour Surtees lors du Grand Prix inaugural de F1 d’Afrique du Sud où il qualifie sa TS7 en fond de grille avant d’échouer à la porte des points à la 7e place. Il se consacre alors entièrement au Sport et s’il ne décroche qu’un seul succès lors de cette saison d’apprentissage chez Ferrari (les 9 heures du Rand), il se classe tout de même second des 1 000 km de Buenos-Aires, 4e des 6 heures de Daytona et 5e des 1 000 km de Brands-Hatch. 
Il poursuit sa carrière en Sport en 1972 chez Ferrari et complète son palmarès au volant de la 312PB en terminant second des 1 000 km de Buenos-Aires puis en remportant les 1 000 km de Spa en équipage avec Arturo Merzario. Il gagne également en duo avec Ickx les 1 000 km d'Autriche sur l'Osterreichring et Ferrari remporte la coupe des constructeurs. Ses bons résultats lui permettent de disputer trois épreuves de Formule 1 au sein de l’écurie McLaren. Il reprend contact avec la discipline reine en décrochant la 5e place à Monaco. Lors du Grand Prix de France, il doit se contenter de la 9e place finale mais décroche à nouveau la 5e place lors de l’épreuve du Nurburgring. En fin de saison il effectue une pige pour BRM aux États-Unis mais sa P180 ne lui permet que de se qualifier en fond de grille et le contraint à l’abandon à la mi-course.
En 1973, il poursuit sa carrière en Sport et remporte grâce à la 312PB deux nouvelles victoires avec Jacky Ickx (1 000 km de Monza et du Nurburgring). Il décroche également quatre autres podiums avant de retourner en Formule 1 pour disputer la course de clôture à Watkins Glen. Il court pour l‘écurie débutante de Don Nichols Shadow et se classe 13e sur la grille au volant de la DN1. Malheureusement il est victime d’un tête-à-queue et disqualifié pour avoir été poussé. Cette même année, Brian prend contact avec le pilote amateur Carl Haas et parvient à le convaincre de monter sa propre écurie de Formule 5000, Redman pensant être plus à même de prouver son potentiel en monoplace dans cette discipline qu’en F1.
En mars 1974, Brian Redman est appelé en catastrophe par Shadow pour remplacer Peter Revson qui vient de se tuer en essais privés. Il prend le volant de la DN3 lors des Grands Prix d’Espagne, de Belgique et de Monaco mais ne parvient à se qualifier qu’en fond de grille et obtient une 7e place à Monaco comme meilleur résultat. Ces trois courses seront ses dernières en Formule 1 et il rejoint comme prévu l'écurie Haas-Hall qui engage des Lola. Brian réussit son pari puisqu'il remporte trois succès et remporte le titre de F5000. 
En 1975, il poursuit en F5000 chez Haas et doit se battre comme un lion contre Mario Andretti : les deux pilotes remportent quatre courses chacun mais Redman est à nouveau titré. Il dispute aussi quelques courses en Sport, chez BMW, et remporte sur 3.0 CSL les 12 Heures de Sebring avec Allan Moffat, Sam Posey et Hans-Joachim Stuck. En 1976, il remporte, toujours chez Carl Haas, son troisième titre consécutif en F5000 avec trois victoires et en Sport, les 24 heures de Daytona avec Peter Gregg et John Fitzpatrick sur BMW CSL. En 1977, la Formule 5000 est abandonnée et Haas s’oriente alors vers la Super Vee et la CanAm. Si, de 1977 à 1980, Haas va accumuler les victoires grâce à Patrick Tambay, Alan Jones et Jacky Ickx, il va en être tout autrement pour Redman qui est victime d’un grave accident dès sa première course au Canada sur le circuit du Mont-Tremblant. Sa saison sportive est ruinée et il ne reprend la compétition qu’en 1978. Échaudé par son expérience en Can-Am, Redman retourne en Sport chez Porsche. Au volant de la 935, il remporte les 12 Heures de Sebring pour la seconde fois. Il remporte à nouveau les 24 heures de Daytona en 1981, sur Porsche 935 turbo, associé à Bobby Rahal et Bob Garretson.
En 1989, Brian Redman, riche d’un palmarès où seule manque une victoire aux 24 heures du Mans raccroche les gants et s’installe aux États-Unis tout en continuant à s’impliquer dans le monde de la compétition automobile.

## Résultats en championnat du monde de Formule 1
| Saison | Écurie                            | Châssis       | Moteur               | Pneus              | GP disputés | Points inscrits | Classement |
| ------ | --------------------------------- | ------------- | -------------------- | ------------------ | ----------- | --------------- | ---------- |
| 1968   | Cooper Car Company                | T81B T86B     | Maserati V12 BRM V12 | Firestone Goodyear | 3           | 4               | 19e        |
| 1970   | Frank Williams Racing Cars        | De Tomaso 505 | Cosworth V8          | Dunlop             | 1 (nq)      | 0               | n.c.       |
| 1971   | Team Surtees                      | TS7           | Cosworth V8          | Firestone          | 1           | 0               | n.c.       |
| 1972   | Yardley Team McLaren Marlboro BRM | M19A P180     | Cosworth V8 BRM V12  | Goodyear Firestone | 4           | 4               | 12e        |
| 1973   | UOP Shadow Racing Team            | DN1           | Cosworth V8          | Goodyear           | 1           | 0               | n.c.       |
| 1974   | UOP Shadow Racing Team            | DN3           | Cosworth V8          | Goodyear           | 3           | 0               | n.c.       |

## Titres et victoires

### Titres
- Championnat d'Afrique du Sud des voitures de sport (SASCS, ou Springbok Series) : 1970[2]
- F5000 (SCCA Continental Championship, pilote le plus titré): 1974, 1975, 1976 (2e en 1973)
- Championnat IMSA GT : 1981 (6 succès dans l'année, pour une quinzaine au total)

(Nota Bene: 3e du premier Championnat d'Europe des voitures de sport 2-Litre en 1970, avec une victoire au Paul-Ricard et à Spa)
- Springbok Series : 1970 sur Chevron B16 Spyder-Ford

### Victoires principales
(23 courses en endurance pure; derniers succès acquis en championnat IMSA GT, au tournant des années 1980)

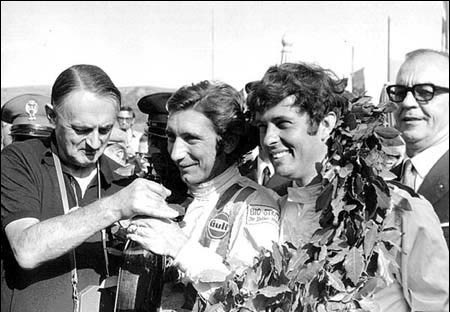
Victoire à la Targa Florio 1970 avec Jo Siffert.

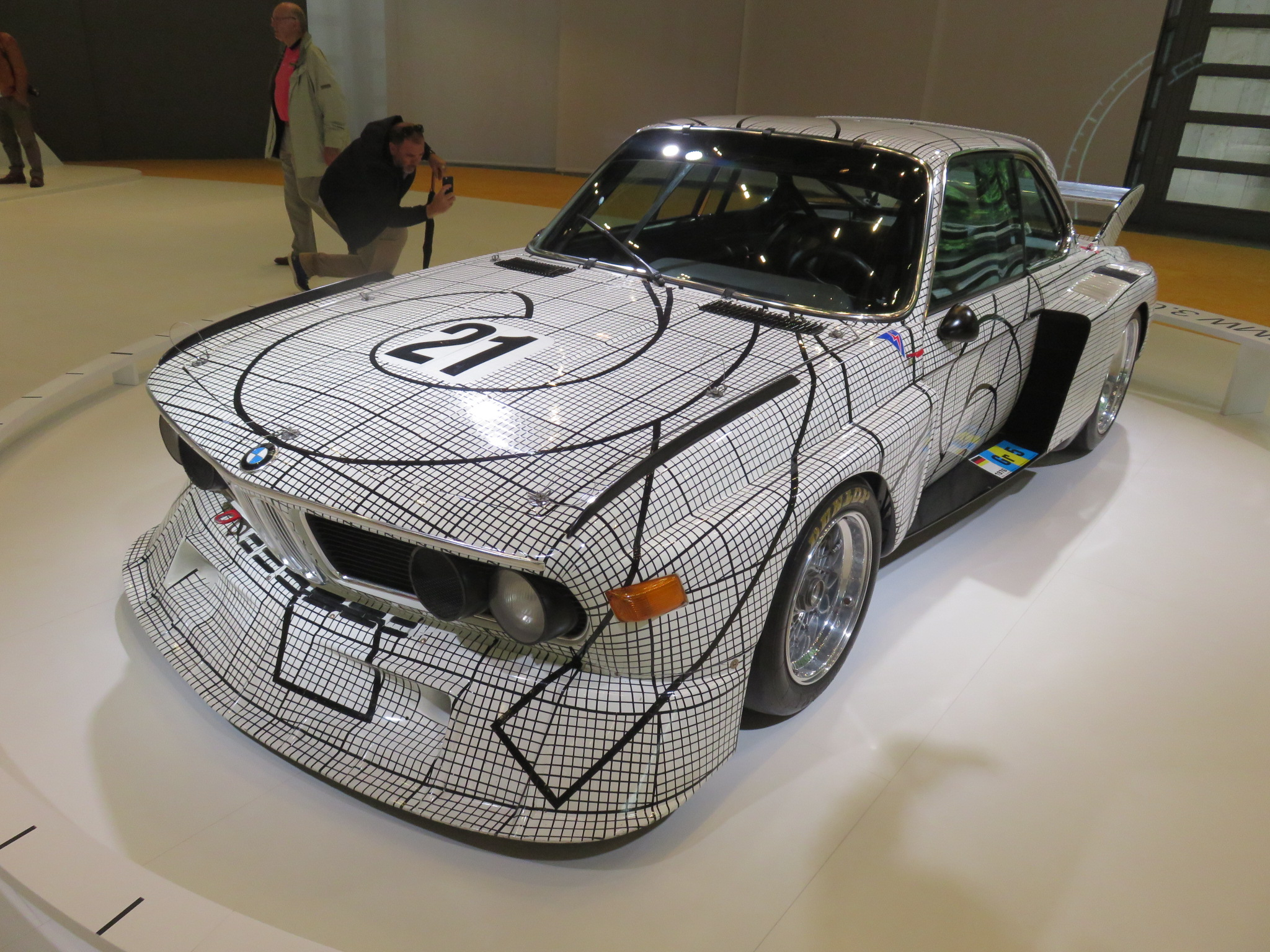
La BMW 3.0 CSL Art car 3.2L Turbo I6 officielle de Brian Redman et Peter Gregg aux 24 Heures du Mans 1976 (no 41 en course), peinte par Frank Stella (abandon).

- SASCS (7 victoires) : 1967 Kyalami; 1970 Killarney, Lourenço Marques, Breedon Everard, Roy Hesketh et Goldfields; 1971 Kyalami
- 9 heures du Rand (Kyalami): 1967, 1971
- 6 Heures de Brands-Hatch : 1968, 1969
- 1 000 kilomètres de Spa : 1968, 1969, 1970, 1972
- 6 Heures de Watkins Glen : 1969
- 1 000 kilomètres de Monza : 1969, 1973
- 1 000 kilomètres du Nürburgring : 1969, 1973
- 2x100 miles du Norisring : 1969
- 6 Heures de Watkins Glen : 1969
- Grand Prix GT de Suède : 1969
- 500 kilomètres du Nürburgring : 1969
- 24 heures de Daytona : 1970, 1976, 1981
- Test du Mans : 1970
- Targa Florio : 1970
- 500 kilomètres d'Imola : 1970 (ch. d'Italie)
- 1 000 kilomètres de Zeltweg : 1970 et 1972
- Championnat Interserie : 1971 à Imola et Hockenheim
- SCCAC5000C : 1972 à 1976 (17 victoires) : 1972 Riverside, 1973 Riverside, Road America, Road Atlanta, Pocono et Seattle,
1974 Mid-Ohio, Ontario (CA), Laguna Seca et Riversuide, 1975 Pocono, Watkins Glen, Mid Ohio et Long Beach, 1976 Mid-Ohio, Pocono et Road America[3]
- 12 Heures de Sebring : 1975, 1978
- 500 miles du Mid-Ohio : 1979, 1980
- 6 Heures de Mosport : 1980
- 100 miles de Laguna Seca : 1981
- 200 miles de Lime Rock : 1981
- 200 miles du Mid-Ohio : 1981
- 1 Heure de Portland : 1981
- 150 miles Road Atlanta course 2 : 1981
- 3 Heures de Miami : 1984
- 500 miles Road Atlanta : 1985

## Résultats aux 24 Heures du Mans
| Année | Équipe                           | Voiture           | Équipiers                     | Résultat |
| ----- | -------------------------------- | ----------------- | ----------------------------- | -------- |
| 1967  | John Wyer Automotive Engineering | Ford GT40         | Mike Salmon                   | Abandon  |
| 1969  | Hart Ski Racing                  | Porsche 908/2     | Joseph Siffert                | Abandon  |
| 1970  | John Wyer Automotive Engineering | Porsche 917 K     | Joseph Siffert                | Abandon  |
| 1973  | SEFAC Ferrari SpA                | Ferrari 312 PB    | Jacky Ickx                    | Abandon  |
| 1976  | BMW Motorsport                   | BMW 3.0 CSL       | Peter Gregg                   | Abandon  |
| 1978  | Dick Barbour Racing              | Porsche 935/77    | Dick Barbour John Paul Sr.    | 5e       |
| 1979  | Essex Porsche                    | Porsche 936       | Jacky Ickx                    | Abandon  |
| 1980  | Dick Barbour Racing              | Porsche 935 K3    | Dick Barbour John Fitzpatrick | 5e       |
| 1981  | Cook Woods Racing                | Lola T600         | Bobby Rahal                   | Nq.      |
| 1982  | Cook Racing                      | Lola T610         | Jim Adams Ralph Cooke         | Abandon  |
| 1984  | Jaguar Group 44                  | Jaguar XJR-5      | Doc Bundy Bob Tullius         | Abandon  |
| 1985  | Jaguar Group 44                  | Jaguar XJR-5      | Jim Adams Hurley Haywood      | Abandon  |
| 1986  | Silk Cut Jaguar                  | Jaguar XJR-6      | Hurley Haywood Hans Heyer     | Abandon  |
| 1988  | Takefuji Schuppan Racing         | Porsche 962C      | Eje Elgh Jean-Pierre Jarier   | 10e      |
| 1989  | Aston Martin Cars Limited        | Aston Martin AMR1 | Michael Roe Costas Los        | 11e      |